# 1490 Лімпопо
1490 Лімпопо (1490 Limpopo) — астероїд головного поясу, відкритий 14 червня 1936 року.
Тіссеранів параметр щодо Юпітера — 3,520.